# ملعب فروتسواف

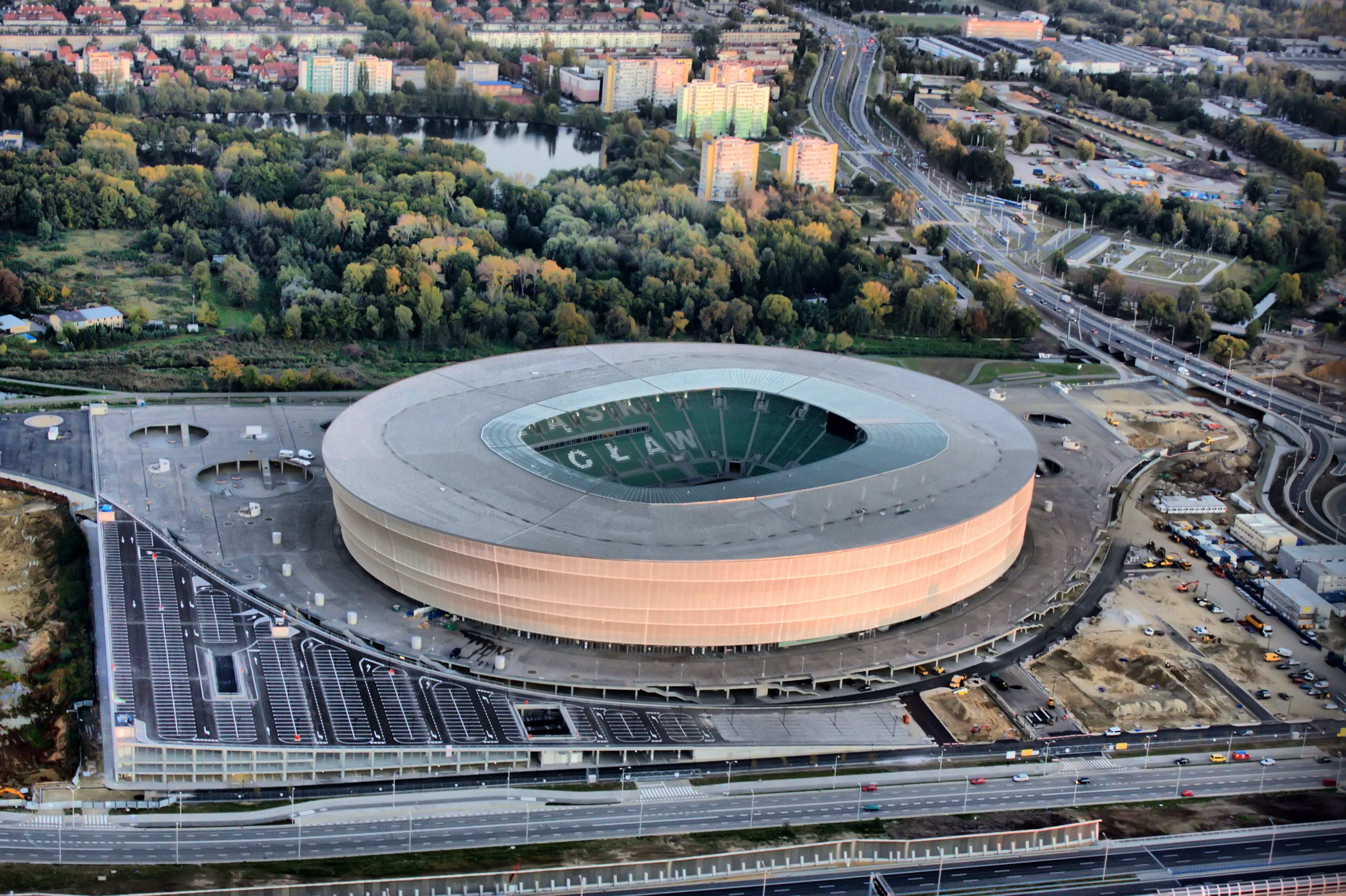

ملعب البلدية ((بالبولندية: Stadion Miejski we Wrocławiu)‏) هو ملعب يقع في فروتسلاو، بولندا بني لاتحضان عدد من مباريات كأس الأمم الأوروبية لكرة القدم 2012. يعتبر الملعب الأساسي لنادي شلاسك فروتسلاو الذي يلعب في الدوري البولندي الممتاز. لديه سعة استيعاب 42,771 متفرج. وهو رابع أكبر ملعب في البلاد بعد الملعب الوطني، ملعب سيليزيا وبي جي إي أرينا. بدأت أعمال البناء به في أبريل 2009 وتم افتتاحه يوم 10 سبتمبر 2011.

## وصلات خارجية
- الموقع الرسمي